# 청춘의 문
"청춘의 문"(영어: The Door of Youth)은 1978년에 개봉한 대한민국의 영화이다.

## 캐스팅
- 진유영
- 김유정
- 박근형
- 김진해